# درة بيد مورزرد (مارغون)
درة بید مورزرد (بالفارسية: دره بیدمورزرد) هي قرية تقع في إيران في قسم مارغون الريفي. يقدر عدد سكانها بـ 161 نسمة بحسب إحصاء 2016.